# Hortensia Torres Cuadrado
Hortensia Torres Cuadrado (Lleida ?, 1924 - Tolosa de Llenguadoc, 6 de juny de 1989) fou una anarcosindicalista catalana, exiliada pel franquisme.

## Biografia
Membre d'una família anarquista, el seu pare, Josep Torres i Tribó, va treballar com a mestre a l'Escola Moderna de Francesc Ferrer i Guàrdia. En acabar la guerra civil espanyola marxaren a França i fou internada amb la seva família al camp d'Argelers. Establits a Ribesaltes, en començar la Segona Guerra Mundial el seu pare fou reclutat per l'exèrcit francès, fou fet presoner a la batalla de Dunkerque i internat als camps de concentració de Dachau i Mauthausen, on va morir en 1941. Aleshores Hortènsia fou repatriada a la força a Espanya. S'establí a Barcelona, fou acollida per una tia seva i va treballar com a planxadora. Era obligada a presentar-se cada setmana a comissaria i participà en l'ocultament de militants clandestins perseguits.
El 1957 travessà la frontera francesa clandestinament i s'establí a Tolosa de Llenguadoc, on va treballar per a la Creu Roja i freqüentà el comitè de la Solidaritat Internacional Antifeixista. L'u de maig de 1968 travessà la frontera per a participar en la manifestació a Madrid. En 1974 el seu fill Jean Claude Torres "Cri Cri" fou arrestat sota l'acusació de militar en els Grups d'Acció Revolucionària Internacionalista (GARI).
El 1986 va participar en el documental De toda la vida de Lisa Berger i Carol Mazer i l'1 de març de 1988 va prendre part en una manifestació de la CNT a Madrid, on havia anat a visitar el seu fill presoner. Va morir a Tolosa el 6 de juny de 1989.